# Los tres amores de Lola
Los tres amores de Lola (también conocida como Lola Torbellino) es una película de comedia musical romántica hispanomexicana de 1956, dirigida por René Cardona. Está protagonizada por Lola Flores, Luis Aguilar, Agustín Lara, Abel Salazar, y Nono Arsu.

## Argumento
La cantante y bailaora española Dolores Vargas González, llega a México después de ser invitada a participar en algunos shows artísticos por el maestro musical, Agustín. Durante su estancia en México, Dolores se enamora de Agustín, del primo de este llamado Lucio, y de un psiquiatra de nombre Álvaro, al igual que los tres de ella. Ante esta situación, tendrá que elegir con cual ellos quedarse mientras les inventa historias para no darles una respuesta y continua con su carrera artística por el país.

## Reparto
- Lola Flores como Dolores Vargas González
- Luis Aguilar como Lucio
- Agustín Lara como Agustín / él mismo
- Abel Salazar como Dr. Álvaro Luna
- Nono Arsu como Zenofonte